# Trouble Along the Way
Trouble Along the Way (br: Atalhos do Destino / pt: Barreiras Vencias) é um filme norte-americano de 1953, do gênero comédia, dirigido por Michael Curtiz e estrelado por John Wayne e Donna Reed.

## A produção
Trouble Along the Way é um filme singular na carreira de John Wayne, de vez que é perpassado por um sentimentalismo ausente na maioria dos outros trabalhos do ator.

## Sinopse
Um colégio de Nova Iorque, afogado em dívidas e à beira do fechamento, decide que a salvação está em montar uma equipe de futebol forte e competitiva. Por outro lado, o treinador Steve Williams, recém-divorciado, corre atrás de um emprego para manter a guarda da filha Carole. Contratado pelo colégio, Steve, que tem um histórico de desavenças com os superiores, precisa de ajuda para apagar a má fama adquirida ao longo dos anos. Entra em campo a assistente social Alice Singleton. Cupido à vista!

## Elenco
| Ator/Atriz      | Personagem                     |
| --------------- | ------------------------------ |
| John Wayne      | Steve Williams                 |
| Donna Reed      | Alice Singleton                |
| Charles Coburn  | Padre Burke                    |
| Tom Tully       | Padre Malone                   |
| Sherry Jackson  | Carole Williams                |
| Marie Windsor   | Anne Williams McCormick        |
| Tom Helmore     | Harold McCormick               |
| Dabbs Greer     | Padre Peterson                 |
| Leif Erickson   | Padre Ed                       |
| Douglas Spencer | Padre George                   |
| Lester Matthews | Cardeal William Patrick O'Shea |
| Chuck Connors   | Stan Schwegler                 |